# Adolf Schmidt (Politiker, 1870)
Adolf Schmidt (* 1870; † 1933) war ein deutscher Bankdirektor und Politiker.
Adolf Schmidt war Bankdirektor in Stralsund. Er war zudem als dänischer Konsul tätig.
Er war Mitglied der Deutschen Vaterlandspartei und gehörte dem Vorstand der Ortsgruppe dieser Partei in Stralsund an. Nach 1918 wurde er Mitglied der Deutschen Volkspartei, ab April 1929 gehörte er zum Gauvorstand Stralsund. Im selben Jahr wurde er in den Pommerschen Provinziallandtag gewählt; eine Kandidatur für den Reichstag scheiterte im September 1930.
Adolf Schmidt war Ratsherr in Stralsund und Vizepräsident der örtlichen Handelskammer. Als Ratsherr war er ab September 1919 Beauftragter für die Berichte über den Zustand der öffentlichen Ordnung an den Oberpräsidenten der Provinz Pommern.